# Џон Бојд Данлоп
Џон Бојд Данлоп (енгл. John Boyd Dunlop; Дрегхорн, 5. фебруар 1840 — Даблин, 23. новембар 1921), шкотски ветеринар и проналазач.
Године 1888. патентирао је изум пнеуматика за возила те основао деоничко друштво за израду пнеуматских гума. Према њему је основано предузеће Dunlop Rubber Company Ltd. која је средином 20. века постала најпознатија фабрика за производњу тениских лоптица.